# 北京と瀋陽の明・清王朝皇宮
北京と瀋陽の明・清王朝皇宮（ペキンとシェンヤンのみん・しんおうちょうこうきゅう）は、中華人民共和国にあるユネスコの世界遺産(文化遺産)に登録された遺産名である。1987年に登録された北京の故宮博物院は世界最大の皇宮で、明と清の24代にわたる皇帝の宮城であった。また、2004年追加登録された瀋陽の瀋陽故宮は清の前身・後金の皇帝ヌルハチとホンタイジの皇宮ならびに清王朝の離宮であった。

## 登録基準
この世界遺産は世界遺産登録基準のうち、以下の条件を満たし、登録された（以下の基準は世界遺産センター公表の登録基準からの翻訳、引用である）。
- (1) 人類の創造的才能を表現する傑作。
- (2) ある期間を通じてまたはある文化圏において、建築、技術、記念碑的芸術、都市計画、景観デザインの発展に関し、人類の価値の重要な交流を示すもの。
- (3) 現存するまたは消滅した文化的伝統または文明の、唯一のまたは少なくとも稀な証拠。
- (4) 人類の歴史上重要な時代を例証する建築様式、建築物群、技術の集積または景観の優れた例。